# Réunionral
De réunionral (Dryolimnas augusti) is een uitgestorven vogel uit de familie van de Rallen, koeten en waterhoentjes (Rallidae).

## Verspreiding en leefgebied
Deze soort kwam voor op Réunion. De vogel is in 1999 beschreven aan de hand van fossiele resten. Waarschijnllijk is de vogel in de 17de eeuw op het eiland uitgestorven na de komst van Europese kolonisten met hun huisdieren.